# Hidrocefalia
Hidrocefalia é, de forma genérica, a acumulação de líquido cefalorraquidiano (LCR) no interior da cavidade craniana (nos ventrículos ou no espaço subaracnóideo), que por sua vez, faz aumentar a pressão intracraniana sobre o cérebro, podendo vir a causar lesões no tecido cerebral, havendo o aumento e inchaço do crânio. 
É um problema de saúde que, na maior parte das vezes, está associado ao aparecimento de Espinha Bífida. Dentro do cérebro, o líquido cefalorraquidiano passa, de um ventrículo para o seguinte (existem, ao todo, quatro) através de canais relativamente estreitos, circulando depois na superfície do cérebro e sendo, finalmente, absorvido pela corrente sanguínea. Existe ainda uma parte do líquido que circula ao longo da medula espinhal.
A acumulação já referida de LCR no interior da cavidade craniana dá-se quando, por qualquer razão, existe uma obstrução à drenagem do líquido para a corrente sanguínea. Essa obstrução pode estar relacionada, como já se disse, com o aparecimento de espinha bífida mas pode, efetivamente, ocorrer por outras razões.
A hidrocefalia pode resultar de excesso de produção de LCR (situação normalmente rara, diga-se de passagem) ou quando é impedida a circulação ou absorção desse líquido. Quando o LCR é constantemente produzido mas, de fato, está impedido de circular, acumula-se e causa um aumento, por vezes muito grande, da pressão no interior do cérebro. Os ventrículos incham e o tecido cerebral pode vir a sofrer lesões.

## Definição
Hidrocefalia é uma palavra de origem grega: hidro significa água; céfalo, cabeça, que caracteriza uma doença congênita (adquirida durante a gestação) ou adquirida quando ocorre um acúmulo anormal de líquido (líquido cefalo-raquidiano, líquor ou LCR) em áreas específicas do cérebro chamadas de ventrículos. O LCR produzido nos ventrículos e nos plexos corióides, circula através de um sistema de canais no sistema nervoso central (SNC) e é absorvido na corrente sanguínea. O liquor tem grande importância na proteção do SNC visto que ele auxilia no amortecimento de impacto e por ser completamente estéril não permite também a entrada de qualquer substância ou microorganismo que possa lesar o cérebro. Na hidrocefalia ocorre um desequilíbrio deste liquor em relação à quantidade produzida e reabsorvida, como consequência, isso leva ao aumento do ventrículo e da pressão no cérebro.

## Incidência
Estimativas de estudos realizados baseado em informações de sistemas de saúde afirmam que a incidência de hidrocefalia é de 1-3 por 1000 nascimentos somente para a congênita ou de início precoce, acrescentando hidrocefalias adquiridas.60% dos casos ocorrem em recém-nascidos e 40% em idosos. No segundo grupo muitas vezes confunde-se a hidrocefalia com enfermidades como Mal de Parkinson e Alzheimer.

## Causas
A hidrocefalia congênita está relacionada principalmente a três causas, embora possam haver outras:
- Genética: Heredietaridade;
- Espinha Bífida;
- Prematuridade do bebê.

A hidrocefalia adquirida pode ser causada por:
- Infecções: Caxumba, Citomegalovirus, Hepatite, Poliomielite, Toxoplasmose, Varicela, Varíola;
- Hemorragia intraventricular;
- Meningite;
- Traumatismos;
- Tumores;
- Cistos: Cisto aracnóide, cisto ependimário, cistos embrionários subcalosos e cisto retrocerebelar;
- Estenose do Aqueduto Sylvius.

## Classificação
A Hidrocefalia é classificada conforme a causa:  
- Obstrutiva (Não-comunicante) causada por bloqueio no sistema ventricular do cérebro, impedindo que o líquido cérebro-espinhal flua devidamente pelo cérebro e a medula espinhal (Espaço subaracnóideo). A obstrução pode apresentar no nascimento ou após. Um dos tipos mais comuns é a estenose do aqueduto, que acontece por causa de um estreitamento do aqueduto de Sylvius.

- Não-obstrutiva (Comunicante) resultado de aumento da produção do líquor ou diminuição de reabsorção. Sendo mais comuns nos sangramentos no espaço subaracnóideo. Pode estar presente ao nascimento ou podem acontecer depois.

- Pressão Normal é um tipo de hidrocefalia adquirida (comunicante) no qual os ventrículos estão aumentados, porém não ocorre aumento da pressão,sendo mais comum em idosos. Podendo ser resultado de trauma ou doença, mas as causas ainda não são bem descritas.

## Sinais e sintomas
Quem sofre de Hidrocefalia pode vir a sofrer problemas de aprendizagem, normalmente associados a problemas de concentração, de raciocínio lógico ou de memória de curto prazo, problemas de coordenação, de organização, dificuldades de localização espaço-temporal, de motivação, puberdade precoce ou dificuldades na visão. No entanto, não é certo que tais situações tenham, necessariamente, de ocorrer na pessoa com Hidrocefalia.
Outros problemas que podem ocorrer são:
- Crescimento rápido e exagerado do Crânio.
- Fontanela anterior dilatada
- Irritabilidade
- Ataques epiléticos

Nas crianças mais velhas e em adultos, os sintomas incluem:
- Dor de cabeça
- Dificuldade para caminhar
- Perda das habilidades físicas
- Mudança de personalidade
- Diminuição da capacidade mental

Em qualquer idade, os sintomas podem incluir:
- Vômitos
- Letargia

## Diagnóstico
O ultrassom ainda tem sido o meio mais eficaz e rápido de diagnosticar precocemente a hidrocefalia no período gestacional, podendo ainda serem utilizados tomografias computadorizadas e ressonância nuclear magnética que permitem delimitar as áreas afetadas com precisão.
A importância de um diagnóstico precoce se faz pelo fato de quanto antes se tomar as devidas providências e iniciar o tratamento melhores serão as chances do paciente e menor possibilidade de sequelas.

## Tratamento
O tratamento para a hidrocefalia é medicamentoso podendo muitas vezes ser cirúrgico, o qual tem obtido resultados significativos com o uso de Derivação Ventrículo-Peritoneal (DVP) com o objetivo de drenar o LCR em excesso nos ventrículos para outras cavidades corporais anulando a pressão causada pelo aumento ventricular. Embora também possa ser feita drenando o líquor para o átrio direito ou através do terceiro ventrículo, a forma mais utilizada é a derivação ventrículo-peritoneal.Foram encontradas significantes diminuições na mortalidade e da morbidade em crianças hidrocéfalas após a introdução da válvula.
Podem ocorrer defeitos ou mesmo infecção na válvula por isso os familiares devem ser avisados e estarem atentos a possíveis problemas ocasionados pelas válvulas para que o quanto antes se tomem as devidas providências.
A Fisioterapia neuropediátrica tem obtido sucesso na reabilitação, dentro das capacidades de cada paciente, na hidrocefalia com objetivo de ganhar controle de cabeça e tronco, de membros superiores, bem como na prevenção de contratura, problemas respiratórios e complicações que possam vir da própŕia doença.